# Modem
Módem (angleško MOdulator – DEMmodulator) je naprava za pretvorbo podatkov v obliko primerno za prenos po telekomunikacijskih linijah. Modem pri pošiljanju podatkov modulira digitalni signal iz računalnika v analogni signal in obratno pri sprejemu.

## Modemova vloga vOSI referenčnem modelu
Na samem začetku so bili modemi aktivni le v fizični plasti. Ukvarjali so se le s pošiljanjem in spreminjanjem signalov po omrežju. Bil je skoncentriran le na strojno opremo. Danes je pomen modemov veliko večji. Leta 1981 je modem prvič podatkom dal tudi format okvirja. To je naredil tako, da je podatkom dodal rep in glavo. Tako, da je modem prvič posegel tudi na plast podatkovne povezave na osi referenčnem modelu, ki pa ni več najnižja plast osi referenčnega modela. Novejši modemi pa imajo tudi mehanizem za nadzorovanje dostopa do omrežnega medija. Kar je tudi naloga plasti podatkovne povezave. Zasledimo pa lahko tudi, da modem opravlja še druga opravila, ki so značilna za višje plasti. Zato danes nemoremo več reči, da je modem striktno omejen na fizično plast.

## Zgodovina modemov
Že leta 1920 je imel News wire services multiplekserje, ki so ustrezali nalogam modem-ov. Vendar je bilo to narejeno nenamerno in se tudi ni tako uporabljalo, zato ni vključeno v zgodovino modemov. Leta 1940 je George Robert Stibitz priklopil teleprinter na telefonski priključek. Ta naprava je delovala podobno kot modem. Vendar beseda modem takrat še ni bila poznana, zato tudi to ni bilo všteto kot zgodovina modema. Bilo pa je dobro izhodišče. Prvi modemi so nastali kot projekt ameriškega projekta SAGE leta 1950. Naloga je bila povezati terminale zračnih baz za hitrejšo komuniciranje med letališči. Za računalnike in modeme v projektu SAGE pa je skrbel IBM. Čez nekaj lete se je ta sistem v malo drugačni različici preselil na javna letališča. Leta 1960 so se pojavile klicne naprave, ki so bile half-duplex. To pomeni, da lahko podatki potujejo v obe smeri vendar le v eno smer naenkrat. Že leta 1962 pa se je pojavila full-duplex povezava. Prenos je potekal po štirih žicah. Leta 1968 je na trg romal prvi komercialni modem imenovan Novation CAT. Zaradi monopola AT&T, ki je zaviral razvoj modemov, so ZDA sprejele nove direktive in smernice na področju omrežja. Med drugim je bila tudi ta, da je bila telefonska linija odprta vsakomur če le ta ni ovirala omrežja. Omrežje je torej moralo prestati test preden so uporabnika priključila na omrežje. Omrežje je testirala družba AT&T, ki je te teste naredila zelo drage. Vendar se je konkurenca z modemi zelo povečala. Seveda ni bila primerljiva z današnjim.

### Smartmodem
Z konkurenco so prišle tudi novosti. Najbolj opazna se je zgodila leta 1981. Takrat je od družbe Hayes Communications bil predstavljen Smartmodem (pametni modem). Ta modem je bil zgled mnogim modernim modemom. Modem je podatkom dodal format okvirja. Imel je pa tudi navodila za klicanje oddaljenega računalnika in ob končanem prenosu tudi prekinitev linije. Takrat se modemi niso povezovali isto kot danes. Ampak je uporabnik ročno zavrtel številko uporabnika na drugi strani in nato slušalko položil na akustično vezje. Tako se je modem povezal direktno na telefonsko linijo. Model modema je bil zelo dobro postavljen, zato se je kasneje razvijal le še v hitrost. Včasih so hitrost merili v enoti baudov. Čeprav je takrat bilo to enako b/s, je danes zaradi stiskalnih tehnik to zelo različna enota. Baud pripisuje hitrost zvočnega vala v katerem se prenese bit podatka po telefonski liniji. Takrat so bile hitrosti od 300 do 1200 b/s. V osemdesetih pa so akustično vezani modemi izginili skoraj čez noč, ko so izšli novi pametni modemi. Povečale so se tudi hitrosti. Hitrost se je povečala na 2400 b/s. Razvili so se tudi različni sistemi za različne namene. Razvil se je high-speed kanal za sprejemanje in low-speed kanal za pošiljanje. 

### v.32
To je bil nov velik premik v razvoju modema v njegovi zgodovini. Lokalna omrežja so imela eno žico za sprejemanje in pošiljanje. Za daljše razdalje pa se je uporabljalo več žic. V osemdesetih je prišel ven nov modem imenovan v.32. Takrat je bil zelo drag, zato ni bil zelo priljubljen. To se je spremenilo leta 1990, ko je cena začela strmo padati. Najbolj strmo pa je padla s prihodom čipovja iz podjetja Rockwell. Ta standard je postal zelo priljubljen, saj je bil zelo zanesljiv in je omogočal velike hitrosti. Hitrosti so dovoljevala hitrosti do 14400 b/s in cena je bila že tako nizka, kot leto ali prej za hitrost 2400 b/s. Takrat je bilo to okoli 250€. 

### v.34
Poznan je bil tudi kot V.FAST standard. Prvi modem s tem standardom je prišel ven leta 1994. Te modeme so uporabljale predvsem družbe, ki so se morale prilagoditi na bolj prilagodljive, takratnim razmeram, modeme. Ta standard se je na trgu, kar dobro znašel in kmalu izrinil prejšnje.

### v.70
Leta 1995 je bil predstavljen prvi v.70 modem. Leta 1996 je bil imenovan kot v.70 standard. Bil je zmožen postaviti popolnoma digitalno povezavo med dvema računalnikoma skozi navadno telefonsko linijo. To je bil prvi ISDN modem, ki je dovoljeval povezavo na internet in telefonsko povezavo hkrati. Za ta standard se je kasneje zasledilo ime »ISDN za revne«. Dovoljeval je pa hitrosti do 33600 b/s oziroma 33.6 kb/s. Kasneje so ga razširili na 56 kb/s. 

### v.90
Kasneje, ko se je razvil digitalni telefon so z njim prišli tudi novi standardi. Saj so te prinašali večje hitrosti in so se ustvarjalci zavedali, da bodo v prihodnje omogočalo še večje, zato so se odločili narediti platformo za njo. Leta 1996 so prišli prvi modemi s tem standardom. Hitrosti so bile do 64 kb/s. S tem standardom so prišle tudi težave. Med modemi in telefonsko centralo se je morala vzpostaviti digitalizacija linije. 

### v.92
Ta standard je naslednik standarda v.90. Prej se je razvijal tudi standard v.91, vendar je ta propadel, ker je bil analogno usmerjen in niso več videli prihodnosti v njem. Modemi verzije v.92 so bili drugačni od prejšnjih po tem, da so dovoljevali, da je bila linija na čakanju. To je omogočalo hitro povezovanje.

## Notranji in zunanji modemi
Modeme delimo tudi na notranje in zunanje. Glavna razlika med njimi je, da so notranji nameščeni v ohišju računalnika, zunanji pa so zunaj njega in imajo tudi svoje napajanje. Prednost zunanjih modemov je tudi lažji nadzor, saj jim lahko prekinemo napajanje brez izklopa računalnika, imajo pa tudi lučke, ki prikazujejo stanje modema.
Notranje modeme delimo še na integrirane in neintegrirane. Integrirani so že na priključeni na osnovno ploščo in jih ni mogoče odstraniti. Zelo so primerni za začetne uporabnike. Neintegrirani pa so kartice, ki jih vključimo v vmesnik na osnovni plošči.